# Clanculus pseudocorallinus
Clanculus pseudocorallinus is een slakkensoort uit de familie van de Trochidae. De wetenschappelijke naam van de soort is voor het eerst geldig gepubliceerd in 1984 door Gofas.